# Ulica Juliusza Kossaka w Poznaniu
Ulica Kossaka w Poznaniu – ulica na poznańskim Łazarzu, na terenie jednostki pomocniczej Osiedle Św. Łazarz.
Biegnie z południa na północ, równoległe do ul. Matejki, między ul. Wyspiańskiego i Grottgera. Jedyną przecznicą jest ul. Siemiradzkiego.
Nazwa upamiętnia malarza Juliusza Kossaka. Została wytyczona w 1903 r. na terenie tzw. (niem.) Johow-Gelände, nowych terenów pod zabudowę mieszkaniową należących m.in. do architekta Maxa Johowa, skupionych wzdłuż ul. Matejki. Do 1919 r. nosiła nazwę niem. Siemensstrasse (ul. Siemensa), w latach II wojny światowej była zwana (niem.) Schlütterstrasse.
Przed I wojną światową zdołano wznieść zaledwie dwa domy przy ul. Wyspiańskiego (modernistyczny gmach z narożnym wykuszem zbudował Wilhelm Mosenthin) i kamienicę na rogu ul. Siemiradzkiego (obecnie nr 9). Ta ostatnia w 1928 stała się własnością Polskiego Towarzystwa Ewangelickiego (występującego w imieniu Polskiego Zboru Ewangelicko-Augsburskiego, który nie miał jeszcze osobowości prawnej), mieszcząc salę i biuro parafialne, oraz – od strony ul. Siemiradzkiego – mieszkanie proboszcza, którym był ks. Gustaw Manitius. Te same funkcje pełniła po II wojnie światowej, aż do uzyskania przez parafię w 2004 własnego lokum przy kościele Łaski Bożej na ul. Obozowej (przy ul. Kossaka 9 mieszkali m.in. księża Karol Świtalski, Włodzimierz Missol, Jan Walter i Tadeusz Raszyk). Przy Kossaka mieszkał historyk gospodarki Jan Rutkowski. 20 marca 1945, przy ul. Kossaka 9 powołano do życia komitet organizacyjny poznańskiego oddziału Związku Zawodowego Literatów. Udział w spotkaniu wzięli m.in. Tadeusz Kraszewski, Wanda Brzeska i Czesław Kubalik.
Większa część zabudowy po stronie zachodniej pochodzi z lat 30. XX w., natomiast domy nr 4–10 i 14–22 po stronie wschodniej powstały w okresie okupacji niemieckiej podczas II wojny światowej i były przeznaczone dla rodzin wojskowych.